# 林欣怡

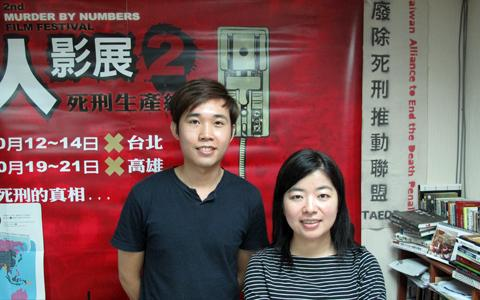
廢死聯盟執行長林欣怡（右）

林欣怡（1975年—），天主教輔仁大學社會學系畢業，是台灣社運人士，現任台灣廢除死刑推動聯盟執行長，亦為21世紀憲改聯盟執行委员、人權公約施行監督聯盟執行委员、西藏台灣人權連線理事。
除推動廢除死刑外，林欣怡也長期關注西藏人權；然而由於林欣怡長年推動廢除死刑之故，使得很多人在談論台灣廢死運動時，就會想到林欣怡；另外，其所領導的廢死聯盟致力於推動在台灣廢除死刑。

## 生平
林欣怡畢業於天主教輔仁大學社會學系，隨後在台北市盲人福利協進會擔任一年社工員。1999年，加入民間司法改革基金會。
2007年，林欣怡擔任台灣廢除死刑推動聯盟執行長，負責推動廢除死刑運動，在社區大學授課，也在報章撰寫專欄或上電視接受訪問。
2012年，曾文欽隨機殺人事件的嫌犯曾文欽表示他犯案的動機是因為在台灣不會被判死刑，引發不少抗議的輿論聲浪直指廢死聯盟。林欣怡發表〈因為這樣，我只能更努力的做廢死…〉一文，表示由於死刑是錯誤的，故只能更認真做廢死；文中提到：「死刑無法讓已經發生的憾事逆轉，死刑卻常常變成無辜受冤者的憾事。」；也提到安田好弘等為罪大惡極且罪證確鑿的殺人犯辯護的律師，以及江國慶等冤案遭處死者，表示就算執行死刑，問題仍未解決；為犯罪問題社會與政府亦有責任，希望民眾追究政府的責任，改善社會問題、降低犯罪發生；也說許多人批評不應用稅金養死刑犯，但目前台灣監獄中的受刑人須勞動以負擔膳食費用，而且監獄營收會納入犯罪被害人保護基金。
林欣怡看到鄭捷遭最高法院判死定讞後撰文批評，而判刑的法官黃瑞華則回應，她本人到現在仍支持廢除死刑，但目前的社會環境、法治背景可能都沒有辦法，法官仍須依法審判。